# Erica calcicola
Erica calcicola är en ljungväxtart som först beskrevs av Edward George Hudson Oliver, och fick sitt nu gällande namn av E.G.H. Oliver. Erica calcicola ingår i släktet klockljungssläktet, och familjen ljungväxter. Inga underarter finns listade i Catalogue of Life.